# Nueva Esperanza, La Trinitaria
Nueva Esperanza är en ort i Mexiko.   Den ligger i kommunen La Trinitaria och delstaten Chiapas, i den sydöstra delen av landet, 900 km öster om huvudstaden Mexico City. Nueva Esperanza ligger 752 meter över havet och antalet invånare är 195.
Terrängen runt Nueva Esperanza är huvudsakligen kuperad, men den allra närmaste omgivningen är platt. Runt Nueva Esperanza är det ganska tätbefolkat, med 60 invånare per kvadratkilometer. Närmaste större samhälle är Amparo Aguatinta, 1,6 km öster om Nueva Esperanza. I omgivningarna runt Nueva Esperanza växer i huvudsak städsegrön lövskog.